# قسم الطب الاجتماعي والوقائي
قسم الطب الاجتماعي والوقائي (يعرف اختصارًا بـ SPM) هو أحد 22 قسمًا تعليميًا في كلية الطب، جامعة مالايا. وقد تم إنشاؤه عام 1964، أي بعد عام واحد من تأسيس كلية الطب بالجامعة في كوالالمبور. ويُعنى القسم بالتدريس لكل من طلاب المرحلة الجامعية والدراسات العليا.
لقد بدأ برنامج ماجيستير الصحة العامة استجابة للحاجة الماسة لوزارة الصحة الماليزية لمكاتب الصحة الطبية لتقديم الخدمات الصحية الريفية التي كانت وقتها سريعة التوسع. وبذلك كان الهدف من البرنامج خلال عقده الأول هو تخريج اختصاصي في الصحة العامة لخدمة المناطق الريفية.
وبحلول عام 1987، غيرت الظروف ذلك في اجتماع بين المدير العام للخدمات الصحية بماليزيا وكبار مسؤولي قسم الطب الاجتماعي والوقائي، حيث كانت هناك حاجة من قبل وزارة الصحة إلى موظف صحة عامة من نوع جديد، بالتحديد «طبيب صحة عامة متعدد الأغراض يتسم بمهارات إدارية وقادر على العمل في مجال الصحة العامة وكذلك بالمستشفى». وبحلول عام 1989 وبعد إعادة النظر في المناهج الدراسية، تم وضع مجموعة أهداف جديدة لبرنامج ماجيستير الصحة العامة (MPH).
ينبغي أن يكون خريج ماجيستير الصحة العامة
1. مؤهلاً فنيًا في مجال إدارة الصحة العامة؛
2. يتسم بالمهارات الإدارية؛
3. قادرًا على العمل كرائد في مجال الخدمات العامة؛
4. قادرًا على العمل في مجال الصحة العامة وكذلك المستشفى؛ و
5. قادرًا على العمل في مقاطعة أو ولاية وكذلك على المستويات الوطنية للخدمات الصحية.

بحلول عام 1992، حدث العديد من التغيرات في ماليزيا وكذلك في الخدمات الصحية الوطنية، وكان هناك شعور بأن كل هذه التغييرات لها تأثير على ممارسة الصحة العامة. فمع وضع هذا في الاعتبار أصدر قسم الطب الاجتماعي والوقائي ورقة مفاهيمية تقترح «نظامًا للتعليم أو التدريب على مستوى الدراسات العليا وقناة لتطوير هذه المهنة في مجال الصحة العامة بماليزيا». وقد توج هذا المجهود ببدء برنامج تدريبي على مدى 4 سنوات، وتطور هذا البرنامج أكثر مع إضافة برنامج ماجيستير الصحة العامة.
يأتي المتخرجون من الدول الآتية،
1. الصين
2. ألمانيا
3. إندونيسيا
4. الهند
5. إيران
6. ليبيا
7. ماليزيا
8. منغوليا
9. ميانمار
10. باكستان
11. بابوا غينيا الجديدة
12. الصومال
13. السودان
14. المملكة المتحدة
15. اليمن

يخدم هؤلاء الآن بتفوق في وزارة الصحة والجامعات والهيئات القومية والدولية المختلفة (مثل، القوات المسلحة الماليزي، وWHO (منظمة الصحة العالمية)، ومنظمة أطباء بلا حدود (MSF)، وفي مجالس المدينة والمجالس البلدية) في ماليزيا وبجميع أنحاء العالم.

## وصلات خارجية
- Department of Social and Preventive Medicine official website